# سئوراکسان
سئوراکسان (به لاتین: Seoraksan) یک کوه در کره جنوبی است که در استان گانگوون واقع شده‌است. سئوراکسان ۱٬۷۰۸ متر بالاتر از سطح دریا واقع شده‌است.